# Jean de Barbançon (chevalier)
 (mai 2024).
Jean de Barbançon, parfois appelé Jean II de Barbançon, est un chevalier du Hainaut, probablement né dans le Saint Empire Romain Germanique (en actuelle France ou Belgique) entre 1370 et 1380. Seigneur de Jeumont, il est le fils de Jean I de Barbançon et de Jeanne du Chasteler. Il est aussi Grand Bailli du Hainaut. Il meurt le 25 octobre 1415 à la bataille d'Azincourt. 

## Personnalité de Jean
On sait d'après les chroniques de Jean Froissart que Jean de Barbançon est un grand chevalier par sa fougue et sa vaillance. Il est cependant décrit comme une personne hargneuse, mais d'une grande dextérité. 
"Le seigneur de Jumont qui moult étoit aigre chevalier et expert sur les ennemis, et dès lors avoit-il les yeux tous rouges, et sembloient être fourrés de corail vermeil"
Le chroniqueur ajoute que le chevalier Jean était très aimé des français, et qu'il était ainsi assez célèbre en France bien qu'il fût Hainuyer.

## Alliance avec la famille Werchin
Dans les années 1390, il épouse Philippotte de Werchin, soeur de Jean de Werchin, sénéchal du Hainaut. Le Sénéchal meurt aux côtés de Jean de Barbançon à la bataille d'Azincourt, sans descendance. C'est d'abord Jeanne de Werchin qui va hériter des terres de son frère, avant que celles-ci ne passent dans les mains de Philippotte, faisant ainsi entrer la seigneurie de Werchin, Walincourt et Cysoing dans le patrimoine de la famille Barbançon.
Son fils, Jean III de Barbançon, reprend le nom et les armes de son oncle sur la demande de Philippe le Bon, duc de Bourgogne, lors de la fête de la Toison d'Or en 1444. Il est ainsi appelé Jean de Barbançon, dit de Werchin, et récupère le titre de Sénéchal du Hainaut. 

## Faits et fraternité d'armes

### Guerre en Frise
En 1396, le duc Albert de Bavière, comte de Hainaut, doit faire face à l'insoumission des Frisons dans son fief de la Frise, qui par le jeu des alliances et des héritages lui revient de droit. Pour ce faire, il lance un appel à ses seigneurs du Hainaut pour mater le soulèvement par les armes. Jean de Barbançon est envoyé avec le seigneur de Ligne, par leurs suzerains le duc de Bavière et son fils le comte d'Ostrevant, devant le roi de France Charles VI pour lui demander son aide, ce qu'il accepte. Celui-ci envoie 500 chevaliers commandés par les grands Waléran de Luxembourg et Charles d'Albret. Les seigneurs de Ligne et de Jeumont sont très bien reçus par leurs souverains lorsqu'ils leur rapportent la bonne nouvelle de l'arrivée des Français, et à leur tour ces derniers envoient leurs plus grands seigneurs du Hainaut. Le roi Richard d'Angleterre accepte même d'envoyer deux cents hommes en renforts.
C'est ainsi que Jean de Barbançon s'en va en guerre, commandé par Guillaume d'Ostrevant, aux côtés de son beau-frère Jean de Werchin, le Sénéchal. Lors d'une grande bataille dont le nom n'est pas précisé par la chronique, les deux hommes s'illustrent avec le seigneur de Ligne. Jean Froissart mentionne 30 000 Frisons (ce qui semble très exagéré) qui se sont retranchés derrières des fossés, dont ils ont utilisé la terre déblayée comme une sorte de rempart devant eux. Alors que ceux-ci sont aux prises avec les Hollandais, les Hainuyers leurs alliés menés par Jean de Werchin, Jean de Barbançon et le seigneur de Ligne, repèrent un passage dans lequel ils s'engouffrent vaillamment et surgissent sur les Frisons. Ces derniers, mal équipés, abandonnent presque la ligne de front contre les Hollandais pour se jeter sur les Hainuyers. Les Hollandais et les Zélandais parviennent alors à franchir les fossés pour plonger dans la mêlée, mettant définitivement en déroute les Frisons, malgré leur courageuse défense. Mais dans leur fuite, les Frisons sont massacrés. Il est écrit que seuls une cinquantaine d'ennemis sont faits prisonniers.
La guerre en Frise se solde finalement par une défaite pour le duc de Bavière. Il y retournera deux ans plus tard, le seigneur de Jeumont et le Sénéchal avec lui, mais ils ne seront guère plus victorieux.

### Guerre contre Liège
On retrouve à nouveau le seigneur de Jeumont dans la guerre contre Liège aux côtés de son ami et beau-frère Jean de Werchin. A leur tête se trouve toujours leur suzerain, Guillaume de Hainaut, ainsi que le duc Jean Sans Peur et le comte de Namur. L'armée Hainuyère et Bourguignonne met à sac la région de la principauté épiscopale de Liège, et massacre une grande partie de sa population. A la bataille d'Othée, les Liégeois déposent les armes. 

## Mort au combat
C'est encore aux côtés de Jean de Werchin que Jean de Barbançon va mener sa dernière bataille. Le 25 octobre 1415, les deux hommes servent le roi de France Charles VI et affrontent l'armée anglaise d'Henri V sur la plaine d'Azincourt. Faisant probablement partie de l'avant garde, qui était uniquement constituée de chevaliers et de nobles, ou de la cavalerie lourde qui composait les ailes de l'armée française, Barbançon tombe sous les coups de ses ennemis, les armes à la main, comme son beau-frère. Les deux hommes, qui avaient passé leur vie de chevalier à combattre côte-à-côte, meurent ensemble en brave sur ce terrible champ de bataille qui a vu s'allonger plus de 6 000 français.

## Sources
1. 1 2 3 4  Société d'émulation de Cambrai Auteur du texte, « Mémoires de la Société d'émulation de Cambrai : agriculture, sciences et arts : séance publique ... », sur Gallica, 14 janvier 1900 (consulté le 11 avril 2024)
2. ↑  « Arbre Généalogique De Barbançon »  [PDF] (consulté le 10 avril 2024)
3. 1 2 3  Jean (1337?-1410?) Auteur du texte Froissart et Jean Auteur du texte Creton, Les chroniques de Jean Froissart. Tome 13, 1824-1826 (lire en ligne)
4. ↑  Werner Paravicini, « Jean de Werchin, sénéchal de Hainaut, chevalier errant », dans Saint-Denis et la royauté : Études offertes à Bernard Guenée, Éditions de la Sorbonne, coll. « Histoire ancienne et médiévale », 1999, 125–144 p. (ISBN 979-10-351-0215-9, lire en ligne)
5. ↑  Enguerrand de (1390?-1453) Auteur du texte Monstrelet, Jean (1395-1468) Auteur du texte Le Fèvre de Saint-Remy et Henri V. (1387-1422 ; roi d'Angleterre) Auteur du texte, Chroniques d'Enguerrand de Monstrelet. Tome 1 / , nouvelle édition entièrement refondue sur les manuscrits, avec notes et éclaircissements par J. A. Buchon, 1826 (lire en ligne)